# Henryk Tomaszewski (graficus)
Henryk Tomaszewski (Warschau, 10 juni 1914 - Warschau, 11 september 2005) was een posterkunstenaar, tekenaar, illustrator en cartoonist.

## Levensloop
Tomaszewski begon zijn opleiding in 1929 aan de School voor Grafische Industrie in Warschau, waar hij het vak leerde voor tekenaar-lithograaf. Daarna studeerde hij schilderkunst van 1934 tot 1939 aan de Academie van Schone Kunsten in Warschau.
Van 1936 tot 1939 maakte hij satirische tekeningen voor het weekblad Szpilki (Spelden). In 1939 werd hij tijdens de New York World's Fair voor zijn ontwerp voor het Poolse paviljoen onderscheiden met een eerste prijs.
Na de Tweede Wereldoorlog kreeg hij samen met graficus Eryk Lipiński een langdurige opdracht van Film Polski in Łódź. Zijn filmposters betekenden een wending in de gebruikelijke vormgeving. In plaats van fotomontages maakte Tomaszewski expressieve, bijna brutale tekeningen met markante typografie. Uit zijn posterontwerpen ontstond de Poolse Posterschool, een stroming die decennialang poster- en affichekunst van een hoog niveau voortbracht.
Tomaszewski was sinds 1966 hoogleraar aan de grafische faculteit van de kunstacademie van Warschau, waar hij van 1959 tot 1966 en van 1972 tot 1974 verbonden was als decaan. Een van zijn studenten in deze tijd was de Fransman Pierre Bernard.
Hij hield zich verder bezig met boekillustraties en decorontwerp. Tussen 1956 en 1962 maakte hij tekenseries voor het weekblad Przegląd Kulturalny (Cultuuroverzicht).
Zijn werk wordt door musea wereldwijd getoond.  Hij was lid van de Alliance Graphique Internationale.

## Erkenning
- 1939: New York World's Fair

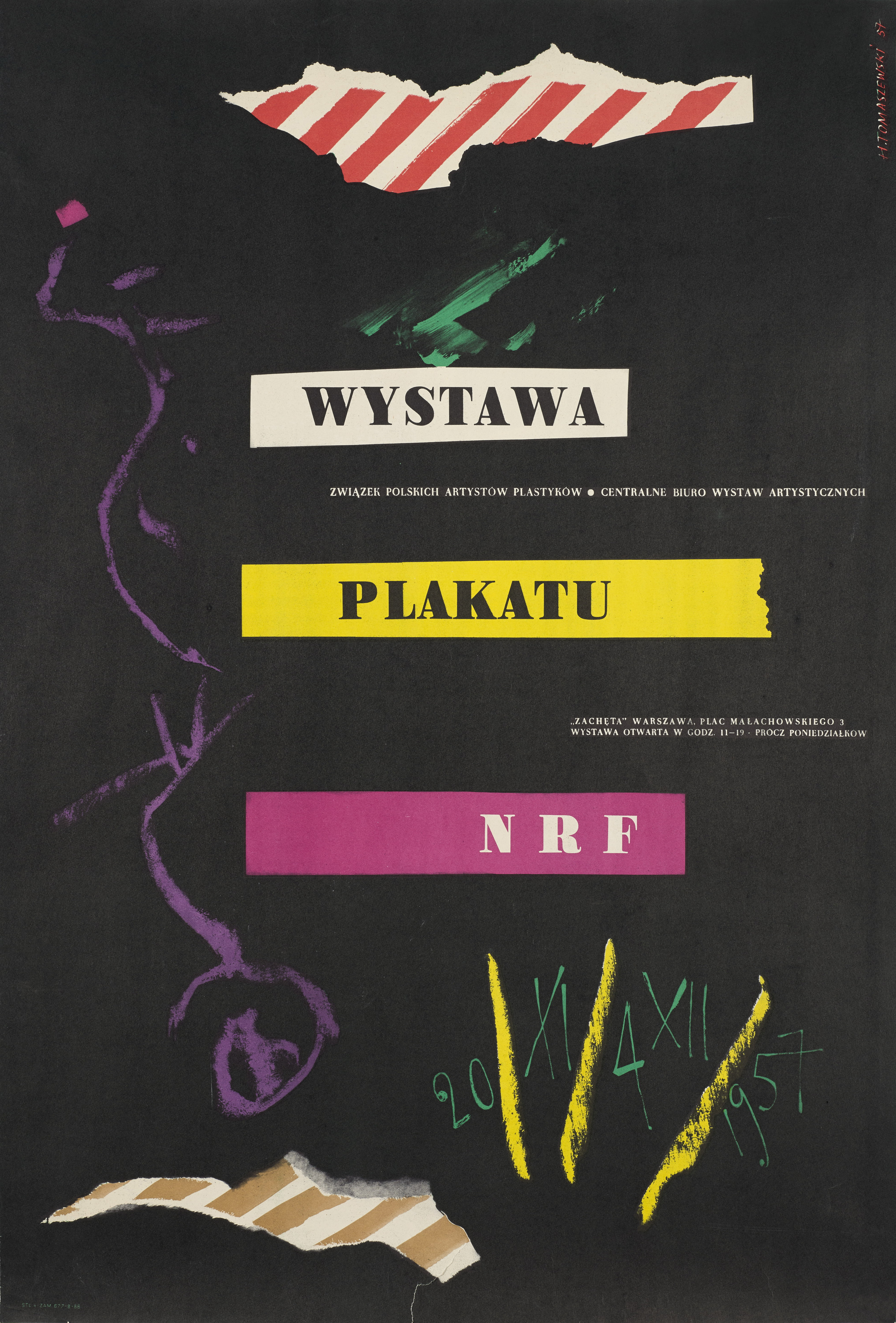
Henryk Tomaszewski, poster

- 1948: Vijf gouden medailles, Internationale Postertentoonstelling, Wenen
- 1963: Eerste prijs, Internationale Kunstbiënnale van São Paulo
- 1965: Gouden medaille, Leipzig
- 1966: Zilveren medaille, Internationale Posterbiënnale, Warschau
- 1967: Gouden medaille, Nationale Poolse Posterbiënnale, Katowice
- 1970: Gouden medaille, Internationale Posterbiënnale, Warschau
- 1975: Zilveren medaille, Nationale Poolse Posterbiënnale, Katowice
- 1975: HonRDI, Royal Designers for Industry
- 1979: Eerste prijs, 3rd Poster Biennale, Lahti (Finland)
- 1981: Eerste prijs, International Poster Exhibition, Fort Collins (USA)
- 1986: Excellence Award, ICOGRADA
- 1988: Zilveren en gouden medailles, International Poster Biennal, Warsaw (Poland)
- 1991: Bronzen medaille, International Poster Triennial, Toyama (Japan)
- 1994: Zilveren medaille, International Poster Triennial, Toyama (Japan)
- 1994: Bronzen medaille, International Poster Biennal, Warsaw (Poland)